# 숙종 (조선)
숙종(肅宗, 1661년 10월 7일(음력 8월 15일) ~ 1720년 7월 12일(음력 6월 8일), 재위: 1674년 9월 12일 (음력 8월 23일) ~ 1720년 7월 12일 (음력 6월 8일))은 조선의 제19대 국왕이다.

## 개요
성은 이(李), 휘는 순(焞), 본관은 전주(全州). 초명은 용상(龍祥), 광(爌), 자는 명보(明譜), 사후 시호는 숙종현의광륜예성영렬장문헌무경명원효대왕(肅宗顯義光倫睿聖英烈章文憲武敬明元孝大王)이며 이후 존호가 더해져 정식 시호는 숙종현의광륜예성영렬유모영운홍인준덕배천합도계휴독경정중협극신의대훈장문헌무경명원효대왕(肅宗顯義光倫睿聖英烈裕謨永運洪仁峻德配天合道啓休篤慶正中恊極神毅大勳章文憲武敬明元孝大王)이다. 
현종과 명성왕후의 외아들로 원비는 김만기의 딸 인경왕후, 계비는 민유중의 딸 인현왕후, 제2계비는 김주신의 딸 인원왕후이다.
1674년 8월에서 1720년 7월까지 재위하는 동안 1674년 8월에서 1674년 10월까지 영의정 허적이 섭정하였으며 1674년 10월에서 1717년 3월까지 친정하였고 1717년 3월에서 1720년 7월 승하할 때까지 아들 경종이 왕세자 신분으로 대리청정을 하였다.
재위기간 중 강해진 신권을 줄이기 위해 환국정치를 통해, 서인과 남인간의 세력을 조절하고 왕권을 강화시켰다.
45년 10개월을 재위하여 조선 역대 임금들 중 영조 (51년 7개월) 에 이어서 두 번째로 재위기간이 길며, 영조(81세), 태조(72세), 고종(67세), 광해군(67세), 정종(62세)에 이어 여섯 번째로 장수한 왕이다.

## 생애

### 즉위 전
숙종은 1661년(현종 2년) 10월 7일(음력 8월 15일) 현종과 명성왕후 김씨의 외아들로 경덕궁 회상전(會祥殿)에서 태어났으며 이름은 이돈(李焞), 본관은 전주 이씨이다. 그가 태어나기 전 할아버지 효종은 어느날 밤 꿈에 며느리 김씨의 이불에 뭔가 있는 것을 보고 들춰보니 용이 있었다고 한다. 효종은 꿈을 꾸고 손자가 태어날 태몽이라 여기고 손자의 이름을 용상(龍祥)이라 짓고 손자를 기다렸으며, 이는 숙종의 행장에 기록되었다. 그러나 효종은 손자의 출생을 보지 못하고 2년 전에 먼저 사망하였다. 성인이 된 뒤에 이름을 용상에서 광으로 개명했다가 수양제와 이름 음자가 같다는 이유로 다시 돈 또는 순으로 개명하고 자는 명보라 하였다.
그가 태어난 이후 모후 명성왕후는 다른 아들을 생산하지 못했고, 그는 독자로 성장했다. 숙종은 어려서부터 병약하였는데, 모후 명성왕후는 남자형제도 없는데다가 병약한 체력을 타고난 그가 일찍 죽지 않을까 늘 염려하였다. 1667년(현종 8년)에 왕세자로 책봉되었으나, 13세의 어린 나이에 부왕 현종이 급서하면서 즉위하게 된다.

숙종의 글씨

### 즉위
1674년 음력 8월에 13살의 어린 나이로 조선의 임금으로 즉위하였으나, 속깊은 그는 수렴청정을 받지 않고 그 어린나이에 누구 간섭없이 직접 나라를 통치하였다. 즉위한 그해에 제2차 예송으로 남인 허목 등의 기년설(만 1년설)을 지지하고 대공설(9개월설)을 주장하는 서인을 배척하여 남인 정권을 수립했다.
그가 즉위 당시 어린 나이라는 점을 들어 모후 명성왕후 김씨는 그의 친정을 반대했지만 숙종은 모후의 반대를 뿌리치고 친정을 시작했다. 한편 명성왕후 김씨는 그의 후궁 희빈 장씨를 경계하여 그를 궁궐 밖으로 추방하게 된다. 그러나 희빈 장씨는 후일 명성왕후가 열병으로 사망한 뒤 환궁하고, 남인을 등에 업고 서인가의 사람이었던 인현왕후와 정쟁을 벌이게 된다.
숙종이 조선을 다스렸던 기간은 조선이 개국된 이래 당파 싸움이 가장 심했던 시대였다. 그의 재위 기간 중에 남인과 서인의 당파간의 대립 관계가 더 더욱 치열해지고, 1680년 초부터는 서인이 노론과 소론으로 분리되어 이들도 서로 당파 싸움을 하게 되었다. 그리고 어느 한 당파가 다른 당파를 완전히 몰아내고 1당 정치를 하는 이른바 환국 정치가 주된 현상이 되었다.

### 재위기간 중

#### 환국 정치
숙종은 치세는 크고 작은 정치 논쟁으로 하루도 조용한 날이 없었다. 갑인예송에 이어 남인들이 서인의 처벌 문제로 강온파로 분열되자 허적 등 탁남(濁南)을 지지하였다가, 1680년에 허견 등이 복선군을 추대하려던 음모가 발각되자 남인들을 축출하고 서인들을 등용시켰다. 당시 서인의 김석주가 떳떳하지 못한 수법으로 남인의 박멸을 기도하자, 그 방법이 졸렬하다 하여 같은 서인의 소장파에서 이를 비난을 받았으며, 1683년에 서인이 노소론으로 분열하게 되었다.
인현왕후를 중심으로 하는 서인과 희빈 장씨를 중심으로 하는 남인이 대립하였다. 숙종은 용모가 출중한 숙원(淑媛) 장씨를 총애하여, 1688년 소의로 승격시켰다. 이때 인현왕후가 결혼한 지 6년이 넘도록 아이를 낳지 못하자 후궁인 희빈이 낳은 왕자 윤(昀)을 원자로 책봉하는 문제로 남인과 서인이 심하게 대립하였다(1689년). 결국 서인들이 유배되거나 죽임을 당하고, 인현왕후는 폐위되는 기사환국이 일어났다. 이 사건으로 희빈은 정비가 되고 그녀의 아들은 왕세자에 책봉되었으며 남인이 정권을 독점하게 되었다. 그러나 남인의 집권 기간도 오래 가지 않고, 후일 1694년 갑술환국이 일어나 정권이 다시 서인에게로 돌아갔다. 갑술환국으로 조정으로 돌아온 서인들은 폐비 민씨에 대한 대우개선을 요구했고, 숙종은 이를 받아들여 폐비 민씨를 서궁 (西宮: 경운궁) 경복당으로 맞아들인다.
그러나 이 과정에서 돌연 민씨의 왕비 복위가 선포되고 당시 중궁이었던 장씨는 다시 희빈(禧嬪)으로 강등되어 처소도 후궁 시절에 쓰던 창경궁 취선당으로 옮기게 된다. 이후 인현왕후는 1701년, 복위된 지 7년여 만에 숨을 거두었다. 인현왕후는 사망 직전 희빈 장씨가 다시 중궁에 복위되는 것에 경계심을 나타냈는데, 실제로 인현왕후 사망 이후 숙종은 희빈 장씨 처소인 취선당에 무당을 불러들여 굿을 한 것을 이유로, 장씨가 궁중에 무당을 불러들여 왕비인 인현왕후를 저주했다는 이유로 그해 10월 그녀를 사사시킨다.
이때 소론은 세자 윤에 대한 옹호여론으로, 노론은 비판여론으로 돌아섰다.
이후 차츰 정계는 안정되어 소론이 우세한 집권 체제로 확정되었으나 1717년 유계의 《가례원류》가 간행될 때 정호가 소론 윤증을 공격한 내용의 발문으로 노론·소론 간의 당쟁이 격화되자 그가 노론을 지지함으로써 이후 노론이 중용되었다.
위와 같이 숙종은 크고 작은 당파 싸움으로 약해진 왕권을 회복하고 세력이 강한 붕당의 힘을 약화시키기 위해 집권 정당을 수시로 교체시키는 환국을 실행하였다. 그 때문에 흔히 숙종의 치세를 일컬어 “환국정치”라고 일컫는다. 그도 그럴 것이 숙종의 재위 기간에서만 정계가 한없이 치열하여 무려 3번의 환국이 있었기 때문이다. 숙종은 환국으로 정권을 교체하는 방법으로 붕당 내의 대립을 촉발시켜 신하들 간의 정쟁이 격화될수록 그와 동시에 왕권을 강화시켜 임금에 대한 충성심을 유도하였다. 그리고 이러한 환국정치를 통해 강화된 왕권을 바탕으로 민생 안정과 경제 발전에 상당한 업적을 남겼다.
숙종은 우선 광해군 이후 꾸준히 확대되어 오던 대동법을 평안도·함경도를 제외한 전국에서 실시하게 되었으며, 토지개혁을 추진하여 종결시켰다. 그리고 이때부터 활발해지기 시작한 상업 활동을 지원하기 위해 상평통보를 만들어 널리 사용하도록 장려했다. 그리하여 임진왜란과 병자호란 이후 혼란에서 헤어나오지 못한 사회를 전반적으로 수습하고 정비를 하여 안정기를 구가하는 치적을 남겼다.

#### 외교
청나라와 국경 분쟁이 일어나자 청나라와 협상하여 1712년 함경감사 이선부로 하여금 백두산 정상에 정계비를 세워 청나라와 조선 간의 영토의 경계선을 확정하기도 했으며, 폐한지로 버려 둔 압록강변에 무창·자성의 2진을 신설하였다.
그리고 일본에 파견한 통신사로 하여금 에도 막부 정권과 협상하여 일본인들의 울릉도 출입 금지를 보장받았다. 또한 조선 통신사를 세 차례나 파견(1682년, 1711년, 1719년)하여 왜은 사용 조례를 확정함으로써 왜관 무역을 정비시켰다.
1678년, 안남국(후 레 왕조)의 회안부(호이안)에 표류한 김태황(金泰璜)을 6개월 정도 머물게 한 후 청나라 상인을 통하여 조선으로 되돌려 보내면서 안남왕은 답신을 기대하며 조선에 교류 국서를 보냈으나 조선 측에서는 제주에 도착한 김태황과 청나라 상인 일행을 표류한 것으로 처리하였다.

### 붕당정치와 왕권 강화
14년간 집권한 현종의 뒤를 이어 등극한 숙종은 45년간 장기집권하면서 자신의 왕권을 안정시키기 위해 지금까지의 당파연립 방식을 버리고, 붕당을 자주 교체하는 방식을 택하였다. 이를 당시에는 ‘환국’이라 하였다. 환국정치운영은 말하자면 군주가 내각을 자주 교체하여 신하들의 충성심을 경쟁시키고 왕권을 강화하는 방법이었다. 외형상으로 보면 숙종 시대는 붕당 싸움이 가장 치열한 시기로 보이지만, 실제로는 치열한 정책대결 속에서 국가발전이 가속화되는 시기이기도 하였다.
숙종 초에는 왕권 강화를 주장해 온 남인이 집권하였는데, 효종의 비 인선왕후의 사망을 계기로 다시 일어난 복상논쟁에서 왕이 남인의 주장을 채택한 것이 계기가 되었다. 이때 송시열 등 서인은 효종의 계모인 자의대비가 입어야 할 상복을 9개월(大功)로 주장했고, 허목 등 남인은 1년 상복을 주장했다. 남인의 승리는 현종 중반 이후 기반을 다져 온 허적 일파의 정치적 성장이 바탕이 되었다.
숙종 즉위 초에 집권한 남인은 허적과 윤휴 등 이른바 온건한 탁남이 주동이 되어 북벌론을 다시 제기하였다. 이를 위해서 ‘도체찰사’라는 새로운 군정기관을 부활시키고, 그 본진으로서 개성 부근의 대흥산성(1676년)을 축조했으며, 한꺼번에 1만8천여 명의 무과 합격자를 뽑아 군사훈련을 강화하는 등 군비 확장에 박차를 가했다. 평안도 용강의 황룡산성과 강화도의 48개 돈대(망루)도 이 무렵에 축조되었다. 이 같은 북벌 계획의 재등장은 마침 1674년(숙종 원년) 청나라에서 오삼계의 반란이 일어나 청나라가 어려운 처지에 빠진 것이 계기가 되었지만, 다른 한편으로는 남인 정권의 권력기반을 안정시키려는 뜻도 있었다.
그러나 수세에 몰렸던 서인은 1680년(숙종 6년) 남인 영수 허적이 대흥산성의 군인을 동원해 역모를 꾸몄다고 고발하여, 허적·윤휴 등을 사형시키고 나머지 남인들도 축출했다. 이 사건을 경신환국이라 한다. 이 무렵 서인은 자체 분열을 일으켜 송시열을 영수로 하는 노론과 윤증을 중심으로 하는 소론으로 갈라졌다(1683년). 노론은 대의명분을 존중하고, 내수외양, 즉 민생안정과 자치자강을 강조하였으며, 소론은 실리를 중시하고 적극적인 북방개척을 주장한 점에서 정책적 차이가 있었다. 왕은 양파를 연립시켰으나 권력의 핵심을 장악한 것은 노론으로서, 송시열과 삼척으로 불리던 왕실의 외척, 즉 김석주 · 김만기 · 민정중이 연합하여 정치를 주도했다.

### 통상 정책
서인 정권은 남인이 장악했던 훈련별대를 정초군과 통합하여 금위영으로 발족시켜(1682년) 5군영제를 완성시켰다. 병권은 대체로 왕이 신임하는 종척(宗戚)들이 장악하여 실제로는 왕이 군대 통수권을 장악한 셈이었다. 정부는 민생 향상과 산업 진흥을 위해 양인의 군포를 감해 주고(1703년), 화폐 주조(상평통보)와 화폐 유통을 장려하여 상업을 진흥시켰다. 각 부대도 화폐를 주조하고 상업 행위를 하여 점차 영리기관으로 변질되었다. 이 시기에 농촌에서는 미륵신앙을 가진 하층민들의 반란이 일어나고, 도시에서는 노비들이 주축이 된 검계·살주계 등 비밀결사의 저항운동이 일어났으며, 자연재해까지 겹쳐 사회가 매우 불안했다.
9년간 집권한 노론은 1689년(숙종 15년)에 남인계 출신의 후궁인 장희빈이 낳은 왕자(나중의 경종)가 세자로 책봉되는 과정에서 몰락하고 남인이 다시 집권했다. 그동안 노론의 핵심인물이었던 송시열·김수항 등이 보복을 받아 처형당하였다. 이 사건을 ‘기사환국’이라 한다.
남인 집권기에는 청나라의 내란과 관련하여 강화도에 성을 쌓고, 맞은편의 통진에도 문수산성을 쌓는 등(1694년) 수도방위를 강화하였다.기사환국으로 집권한 남인도 1694년(숙종 20년)에 왕이 마음을 바꾸어 폐위된 인현왕후를 복위시키고, 남인과 연결된 장희빈을 강등시키게 되자 5년 만에 다시 밀려나게 되고 노론과 소론이 재집권했다. 이 사건을 갑술환국이라 하는데, 이때부터 남인은 거의 재기불능의 상태로까지 전락하고 말았다. 노론과 소론은 서얼·역관·무인·상인 그리고 노비층과도 연결하여 남인 측을 몰아내는 데 필요한 거사 자금과 힘을 빌렸다.
1694년(숙종 20년)부터 1720년(숙종 46년)에 이르는 기간은 전 세계적으로도 소빙기(小氷期)로 불리는 냉해가 계속되었는데 한국도 예외가 아니었다. 그리하여 잇단 흉년과 홍수·질병으로 인구는 오히려 감소되어 1693년에서 1699년 사이에 약 142만 명의 인구 감소 현상을 가져왔다. 더욱이 1697년(숙종 23년)에는 10여 년 전부터 황해도 구월산을 무대로 활약해 오던 장길산 농민군의 세력이 더욱 커져서 서북지방이 매우 어수선했고, 서울에서는 중인 및 서얼들이 장길산 부대와 연결하여 새 왕조를 세우려다 발각되는 일까지 일어났다.
그러나 숙종 대에 대동법을 황해도 지방까지 확대하였으며(1708, 숙종 34년), 서북인을 무인으로 대거 등용하고(1709년), 중인과 서얼을 수령에 등용하도록 조처했다(1697년, 숙종 23년). 특히 1712년(숙종 38년)에는 청과 북방경계선을 확정지어 백두산 아래에 정계비를 세워 서쪽으로는 압록강, 동쪽으로 토문강을 경계로 삼았다. 여기서 토문강은 다소 애매한 상태에서 정해졌지만, 조선 측은 그 후 이 강을 두만강 북쪽에 있다고 인식하였다. 백두산 정계는 조선 측의 영토 확장에 유리한 국면을 조성하였다.
한편, 수군 출신의 안용복이 울릉도와 우산도(독도)에 출몰하는 왜인을 쫓아내고 일본 당국과 담판하여 우리의 영토임을 천명하고, 일본은 이를 인정했다(안용복의 증언. 이에 대해 현재 일본 정부는 울릉도 도항 금지라는 사실은 있었지만 독도를 조선의 영토인 것처럼 일본 측이 인정한 사실이 아니라고 반박하고있다).(1696년, 숙종 22년). 안용복 사건을 계기로 조선 정부는 일본 막부와 울릉도 귀속문제를 확정하고, 적극적으로 해방정책을 강화하면서 울릉도 경영에 나섰다. 울릉도 지도가 활발하게 제작된 것도 이 무렵이다.
한편, 1705년(숙종 31년)에는 노론의 주장에 따라 임진왜란 때 우리를 도와 준 명나라의 은혜를 잊지 않고, 또 우리가 명의 유교문화를 계승한 유일한 문명국가임을 확인하기 위하여 명의 태조와 임진왜란 때 우리를 도와 준 신종을 제사하는 대보단을 창덕궁 안에 설치하였다. 그리고 이순신 사당에 ‘현충’이라는 호를 내리고(1707년, 숙종 33년), 의주에 강감찬 사당을 건립하여(1709년) 국민의 애국심을 고취시켰다. 또한 숙종 말년에는 남구만의 노력에 의해 세종 때 설치했다가 폐지한 ‘폐사군’의 일부를 복설하여 압록강 연안이 본격적으로 개발되기 시작했다. 강화도의 농지를 대대적으로 개간하고, 강화도 내성(內城, 1704년~1709년), 북한산성(1711년~1712년), 평양성, 안주성 등이 잇따라 축조되어 방위체제가 훨씬 강화되었다.
숙종 말년에는 삼남지방에서 양전 사업이 완료되어 총 66만 7,800결을 얻고, 전국의 인구는 680만 명으로 늘어났다(1720년). 숙종 때에는 문화 사업 면에서도 중요한 성과가 나타났다. 《대전속록》, 《열조수교》 등을 비롯하여 각종 국가 통치 질서를 강화하기 위한 편찬 사업이 활기를 띠었다.
숙종 시대는 조선 왕조가 전란의 피해 복구와 국가 재정비 사업이 일단 마무리되어 중흥의 기틀이 다져진 시기로 볼 수 있다.

### 희빈 장씨 사사 전후
한편 인현왕후는 장희빈이 자신을 죽이려 한다고 주장하기도 한다. 『숙종실록』 27년 9월 23일자는 왕비 민씨가 친정붙이 민진후 형제에게 “지금 나의 병 증세가 지극히 이상한데, 사람들이 모두 ‘반드시 빌미가 있다’고 한다”고 말했다고 적고 있다. ‘빌미’란 장씨의 저주로 병에 걸렸다는 뜻이었다. 『숙종실록』은 또 “숙빈 최씨(영조의 생모)가 임금에게 몰래 (장씨의 저주를) 고했다”고 기록하고 있다. 숙종은 장씨의 오빠 장희재와 장씨의 친신 궁녀 영숙(英淑)을 처형시킴으로써 저주설에 손을 들어주었다. 그런데 인현왕후가 34세의 나이로 죽자 그는 장희빈의 사사를 결심한다.
숙빈 최씨가, 희빈 장씨가 자신을 투기, 괴롭힌다는 호소 역시 장희빈 사사의 마음을 더욱 굳히게 했다.
장씨가 죽던 날 열네 살의 세자가 대신들에게 어머니를 살려달라고 빌자 소론 영의정 최석정은 “신이 감히 죽기로 저하의 은혜를 갚지 않으리까”라고 답했으나 노론 좌의정 이세백(李世白)은 옷자락을 붙잡고 매달리는 세자를 외면했다는 기록은 장씨 사사가 세자를 위한 것이란 명분이 근거 없음을 말해준다. 장희빈의 사사는 곧바로 세자를 정쟁의 대상으로 만들었다. 노론은 세자가 즉위할 경우 연산군처럼 어머니의 복수에 나설 것을 우려하지 않을 수 없었다. 남인은 완전히 몰락한 가운데 소론은 세자를 지지하고, 노론은 세자 대신 숙빈 최씨의 아들 연잉군을 지지했다. 누가 승리하느냐의 관건은 그간 각 당파를 분열시켜 서로 살육하게 함으로써 왕권을 강화시킨 숙종이 쥐고 있었다.
재위 39년(1713)이 밝아오자 집권 노론은 즉위 40주년을 기념해 존호를 올리겠다고 주청하고 숙종은 사양하는 진풍경이 벌어졌다. 영의정 이유는 백관을 거느리고 연일 대궐 뜰에 모여 정청(백관이 중요한 국사에 계를 올리고 국왕의 전교를 바라는 것)을 열었다. 이 문제로 국정이 거의 마비된 후 숙종은 못 이기는 척 수락했고, 그해 3월 장엄한 의식을 거쳐 ‘현의·광륜·예성·영렬’이란 존호를 받았다. 집권 노론이 숙종에게 이런 정성을 쏟는 속내는 장희빈 소생의 세자를 최씨 소생의 연잉군으로 대체하려는 의도가 있었다. 숙종은 노론의 때아닌 존호 추상 요청을 사양하였으나 마지못해 수락한다.

### 이이명과 독대
이런 분위기 속에서 숙종 43년(1717) 7월 숙종은 사관·승지를 배제한 채 노론 영수인 좌의정 이이명과 '정유독대'를 실시했다. 숙종과 이이명의 독대 시 오고간 대화내용에 대한 자세한 기록은 전하지 않는다. 이때 숙종은 이이명에게 연잉군과 연령군을 부탁한다는 청을 하였는데, 사관을 들이지 못하게 한 이 독대 사건은 후일 신임옥사 때 이이명의 발목을 잡는다. 독대 직후 숙종은 느닷없이 세자의 대리청정을 명령했는데, 『당의통략』은 “(노론이) 세자의 대리청정을 찬성한 것은 장차 이를 구실로 넘어뜨리려고 하는 것”이라고 적고 있다. 와병 중이었던 소론 영중추부사 윤지완은 82세의 노구였으나 관을 들고 상경해 군신 독대를 격렬하게 비난했다.
“독대는 상하(上下)가 서로 잘못한 일입니다. 전하께서는 어찌 상국(정승)을 사인으로 삼을 수 있으며 대신 또한 어떻게 여러 사람들이 우러러 보는 지위로서 임금의 사신(私臣)이 될 수 있습니까?" 『숙종실록』 43년 7월 28일 기사
그러나 예정대로 독대는 진행되었다.

### 생애 후반 및 업적
그밖에, 숙종은 조선의 제2대 국왕인 공정왕에게 정종이라는 묘호를 올렸으며, 숙부 세조에게 왕위를 빼앗기고 외롭게 죽은 노산대군과, 그 아내 노산대군부인 송씨의 복위를 청하는 주장을 받아들여 단종과 정순왕후를 복위시키고 각각 단종이라는 묘호와 정순왕후라는 시호를 올림(1698년)과 동시에 사육신의 명예도 회복시켜 주었으며(1691년), 폐서인되었던 인조 적장남 소현세자의 아내인 소현세자빈 강씨를 민회빈으로 복위시켰다. 종래 4영이던 군제에 금위영을 만들어 5영을 완성하였고, 《선원록》 《대명집례》 등의 간행과 《대전속록》 《신증동국여지승람》 등 귀중한 책이 편찬되었다. 또 쟁쟁한 학자들이 많이 배출되어 조선 후기 성리학의 전성기를 이루었다.
숙종은 생전 어진을 2번 그렸는데 모두 익선관 차림의 복장이었다 한다. 713년(숙종 39) 숙종은 자신의어진을 그리기 위해 어용도사도감(御容圖寫都監)을 설치했고, 도감 도제조 이이명(李頤命)은 이때 왕의 초상화에 '어진(御眞)'이라는 명칭을 짓고 그대로 확정시켰다. 그러나 숙종의 어진 2개는 후대에 불타서 사라졌고, 1926년 열성어진 부 열성어제를 편찬할 때 하응달이 숙종의 어진을 보고 모사했으나 정확도는 떨어진다. 숙종의 어진은 1926년 하응달이 행방불명의 원본을 보고 그린 어진이 전한다.

### 최후
숙종은 재위 46년 동안 서인과 남인간에 당파싸움을 완화하고 왕과 신하들 간에 균형을 조절하는 과정에서 적잖은 스트레스를 받았고 여기에 등창이 생기고 노환까지 겹쳐 결국 1720년 7월 12일 (음력 6월 8일) 경덕궁 융복전에서 58세를 일기로 승하하였다. 승하하기 전, 시력이 급격하게 나빠지고 배가 심하게 부풀어오르는 증상이 있었다고 한다. 조선왕조실록에서는 의식이 흐려지기 시작한 지 얼마 지나지 않아 구토를 한번 크게 한 뒤 승하하였다고 기록하고 있다.

## 기타

### 성격
그는 세자 시절 낙죽(우유)을 마시다가 송아지가 우는 소리를 듣고 불쌍한 마음에 먹는 것을 그만두었다는 기록이 있을 만큼 본래 부드러운 성격이었으나
한번 화가 나면 걷잡을 수 없을 정도로 신경질을 내었으며, 때로는 극단적인 행동도 곧잘 취했다고 한다. 이러한 울화병은 영조와 사도세자 그리고 정조까지 이어졌다.

### 윤휴 사사 공작
허견의 옥사 당시 허적과 직접적인 관련이 없는 윤휴가 엮어져서 사형당한 것에 대해 숙종의 계략이었다는 시각도 있다. 그에 의하면 남부 중국 전역을 전쟁터로 몰고 갔던 삼번의 난이 거의 진압되고 있었다. 숙종 4년 8월 오삼계가 죽고 손자 오세번이 뒤를 이었고, 청군은 숙종 5년 악주를 탈환했다. 삼번의 패퇴가 기정사실이 되자 숙종은 북벌을 위한 도체찰사부를 역모의 근거지로 만들고 북벌론자 윤휴 등을 사사함으로써 청의 의심에서 벗어나려는 술책을 부린 것이다. 서인은 북벌을 위한 허적의 도체찰사부 복설에 찬성하였으면서도 허적이 역모를 꾸민다며 날조했고, 숙종은 이를 근거로 허적의 도체찰사부 부활의 근거가 된 윤휴의 북벌론을 문제삼아 그를 처형했다는 것이다.

### 조세 정책의 실패
숙종은 부자들이 재산을 털어 가난 구휼에 나서는 권분을 강조했으나 국왕이 희생하지 않는데 부자들이 적극 나설 리 만무했다. 숙종은 공명첩의 발행 양을 늘리는 한편, 문무 제신들과 지역의 토호들에게 곡식을 풀라고 강제로 명을 내렸으나, 제신들과 지역의 토호들은 그의 명을 따르기를 거절한다.
굶주린 백성들은 집단행동에 나섰다. 1697년(숙종 23년) 4월 경기도 광주 백성 수백 명이 서울로 몰려와 출퇴근하는 대신들을 붙잡고 곡식을 달라고 호소하고 광주 수어사(守禦使) 이세화(李世華)의 집에 쳐들어가 욕하면서 군관을 구타하는 사건이 발생했다. 숙종은 강경책을 발동, 관련자들을 잡아서 처형하는 것으로 문제를 해결한다.
한편 숙종은 청나라 조정에 청하여 조선과의 교역량을 늘리고 식량의 지원을 요청한다. 국내에 곡식이 없으면 임진왜란 때 유성룡이 압록강 중강진에 국제 무역시장인 중강개시를 열어 명(明)의 곡물을 들여온 것처럼 청의 곡식을 들여와 기민을 구제해야 했다. 1697년(숙종 23년) 5월 12일 대사간 박태순이 개시를 열어 청나라의 곡식을 수입할 것을 주장했으나 4개월 후인 9월 21일에야 이 문제가 조정에서 논의되었다. 찬반 양론이 갈려 갑론을박하다가 본격적인 교역은 나라가 ‘소식(蘇息:숨통이 트임)되기를 기다려 하자’고 유보하면서도 일단 재자관(사신의 일종)을 파견해 곡식만 먼저 교역하자고 청한 것이 다행이었다. 그래서 1698년(숙종 24년) 1월 청나라에서 좁쌀 4만 석이 들어와 서울·경기·충청·서로(평안도·황해도)에 1만 석씩을 나누어주어 급한 불을 끌 수 있었다. 그러나 흉년과 흉작은 계속되었고, 동시에 양반들과 토호들의 수탈과 횡포도 심해져 민란과 도주 사태가 발생하게 된다.
숙종은 호적제도를 강화하여 인구이동을 통제하려 하였으나 실패하고 만다.

### 고양이와의 애정
붕당정치로 신하들을 공포에 몰아넣었던 숙종도 동물에게는 너그럽고 부드러운 마음을 보이는 행동이 자주 언급된다. 특히 궁궐 근처에 살았던 길고양이를 불쌍히 여겨 자신의 궐로 데려와 정성껏 키웠다고 한다. 그 고양이에게는 금손이라는 이름을 붙여주었고, 숙종은 금손과 함께 자고, 먹고, 심지어 나랏일을 볼 때도 금손과 함께였다고 한다. 그 중에서도 신하들이 가장 놀랍게 여겼던 것은 숙종이 금손을 부르면 어디에 있든지 바로 뛰어와 숙종의 무릎을 독차지 했다는 것이다. 하지만 이런 행복한 날도 머지 않아 숙종이 죽자 금손도 먹던 고기를 마저하고 시름시름 앓다 결국 죽게 되었고, 신하들은 이를 놀랍게 여기며 숙종 곁에 묻어주었다고 한다.

## 가족 관계
| 조선 제19대 국왕 | 숙종 肅宗 | 출생 | 1661년 10월 27일 (음력 8월 15일) 조선 한성부 경희궁 회상전     |
| 조선 제19대 국왕 | 숙종 肅宗 | 사망 | 1720년 7월 1일 (음력 6월 8일) (58세) 조선 한성부 경희궁 융복전 |

|    |                                                   | 본관 | 생몰년          | 부모                                                                          | 비고        |
| -- | ------------------------------------------------- | ---- | --------------- | ----------------------------------------------------------------------------- | ----------- |
| 부 | 현종대왕 顯宗大王                                 | 전주 | 1641년 - 1674년 | 효종대왕 孝宗大王 인선왕후 장씨 仁宣王后 張氏                                 | 제18대 국왕 |
| 모 | 명성왕후 김씨 明聖王后 金氏 현열왕대비 顯烈王大妃 | 청풍 | 1642년 - 1683년 | 청풍부원군 김우명 淸風府院君 金佑明 덕은부부인 은진 송씨 德恩府夫人 恩津 宋氏 |             |

| 시호    | 시호                                                  | 본관 | 생몰년          | 부모                                                                          | 비고                                              |
| ------- | ----------------------------------------------------- | ---- | --------------- | ----------------------------------------------------------------------------- | ------------------------------------------------- |
| 정비    | 인경왕후 김씨 仁敬王后 金氏                           | 광산 | 1661년 - 1680년 | 광성부원군 김만기 光城府院君 金萬基 서원부부인 청주 한씨 西原府夫人 淸州 韓氏 |                                                   |
| 제1계비 | 인현왕후 민씨 仁顯王后 閔氏                           | 여흥 | 1667년 - 1701년 | 여양부원군 민유중 驪陽府院君 閔維重 은성부부인 은진 송씨 恩城府夫人 恩津 宋氏 | - 1689년(숙종 15년) 폐위 - 1694년(숙종 20년) 복위 |
| 제2계비 | 인원왕후 김씨 仁元王后 金氏 혜순대왕대비 惠順大王大妃 | 경주 | 1687년 - 1757년 | 경은부원군 김주신 慶恩府院君 金柱臣 가림부부인 임천 조씨 嘉林府夫人 林川 趙氏 |                                                   |

| 작호 | 작호                                      | 본관 | 생몰년          | 부모                              | 비고 |
| ---- | ----------------------------------------- | ---- | --------------- | --------------------------------- | --- |
| 빈   | 희빈 장씨 禧嬪 張氏 옥산부대빈 玉山府大嬪 | 인동 | 1659년 - 1701년 | 장형 張炯 파평 윤씨 坡平 尹氏     | - 1689년(숙종 15년) 왕비 책봉 - 1694년(숙종 20년) 빈으로 강등 - 1701년(숙종 27년) 무고의 옥으로 자결을 명받아 죽음 |
| 빈   | 숙빈 최씨 淑嬪 崔氏 화경숙빈 和敬淑嬪     | 해주 | 1670년 - 1718년 | 최효원 崔孝元 남양 홍씨 南陽 洪氏 | 영조의 생모 |
| 빈   | 명빈 박씨 䄙嬪 朴氏                       | 밀양 | ? - 1703년      | 박효건 朴孝健                     | |
| 빈   | 영빈 김씨 寧嬪 金氏                       | 안동 | 1669년 - 1735년 | 김창국 金昌國 전주 이씨 全州 李氏 | |
| 귀인 | 귀인 김씨 貴人 金氏                       | 경주 | 1690년 - 1735년 | 김시구 金時龜                     | |
| 소의 | 소의 유씨 昭儀 劉氏                       | 강릉 | ? - 1707년      | 미상                              | |

| 작호 | 작호                            | 이름      | 생몰년          | 생모      | 배우자                                                  | 비고        |
| ---- | ------------------------------- | --------- | --------------- | --------- | ------------------------------------------------------- | ----------- |
| 1    | 경종대왕 景宗大王               | 윤 昀     | 1688년 - 1724년 | 희빈 장씨 | 단의왕후 심씨 端懿王后 沈氏 선의왕후 어씨 宣懿王后 魚氏 | 제20대 국왕 |
| 2    | 왕자                            | 성수 盛壽 | 1690년 - 1690년 | 희빈 장씨 |                                                         |             |
| 3    | 왕자                            | 영수 永壽 | 1693년 - 1693년 | 숙빈 최씨 |                                                         |             |
| 4    | 영조대왕 英祖大王 연잉군 延礽君 | 금 昑     | 1694년 - 1776년 | 숙빈 최씨 | 정성왕후 서씨 貞聖王后 徐氏 정순왕후 김씨 貞純王后 金氏 | 제21대 국왕 |
| 5    | 왕자                            |           | 1698년 - 1698년 | 숙빈 최씨 |                                                         |             |
| 6    | 연령군 延齡君                   | 훤 昍     | 1699년 - 1719년 | 명빈 박씨 | 상산군부인 김씨 商山郡夫人 金氏                         |             |

|   |      | 생몰년          | 생모          |
| - | ---- | --------------- | ------------- |
| 1 | 공주 | 1677년 - 1678년 | 인경왕후 김씨 |
| 2 | 공주 | 1679년 - 1679년 | 인경왕후 김씨 |

## 숙종이 등장하는 작품
| - 《장희빈》 (MBC, 1971년, 배우:박근형) - 《여인열전 - 장희빈》 (MBC, 1981년~1982년, 배우:유인촌) - 《인현왕후》 (MBC, 1988년, 배우:강석우) - 《장희빈》 (SBS, 1995년, 배우:임호) - 《장희빈》 (KBS2, 2002년~2003년, 배우:전광렬,안재홍) - 《다모》 (MBC, 2003년, 배우:선우재덕) - 《HDTV 문학관 - 서러워라 잊혀진다는 것은》 (KBS1, 2007년, 배우:손준영) - 《동이》 (MBC, 2010년, 배우:지진희) - 《인현왕후의 남자》 (tvN, 2012년, 배우:서우진) - 《마의》 (MBC, 2012년~2013년, 배우:강한별) - 《장옥정, 사랑에 살다》 (SBS, 2013년, 배우:유아인, 채상우) - 《대박》 (SBS, 2016년, 배우:최민수) - 《해치》 (SBS, 2019년, 배우:김갑수) | - 《장희빈》 (1961년, 배우:김진규) - 《요화 장희빈》 (1968년, 배우:신성일) |

### 시사 교양
《신비한 TV 서프라이즈》 배우:박재현

## 같이 보기
| - 경신환국 - 기사환국 - 갑술환국 - 무고의 옥 - 인현왕후 - 희빈 장씨 - 숙빈 최씨 - 명성왕후 - 조선 경종 - 조선 영조 | - 영빈 김씨 - 숙안공주 - 동평군 - 송시열 - 송준길 - 민유중 - 민정중 - 민진원 - 민진후 - 김만중 | - 김만기 - 김춘택 - 김수항 - 김수흥 - 김창집 - 김석주 - 김익훈 - 김익겸 - 조사석 - 조태채 - 남구만 |